# Jozef Jánošík
Jozef Jánošík (ur. 5 lutego 1979) – słowacki siatkarz, grający na pozycji rozgrywającego, reprezentant Słowacji.

## Sukcesy klubowe
Liga słowacka:
- 2000, 2002[8], 2003
- 1998, 1999, 2001, 2004, 2005

Puchar Słowacji:
- 2003

Liga cypryjska:
- 2006